# Henri Brière
Pour les articles homonymes, voir Brière (homonymie).
Henri Brière est un homme politique français né le 13 décembre 1873 à Flers (Orne) et décédé le 25 mars 1957 à Oran (Algérie).
Exploitant viticole, il est député de l'Algérie française de 1928 à 1936, inscrit au groupe de l'action démocratique et sociale, puis au centre républicain.

## Sources
- « Henri Brière », dans le Dictionnaire des parlementaires français (1889-1940), sous la direction de Jean Jolly, PUF, 1960 [détail de l’édition]